# Anti-Balaka

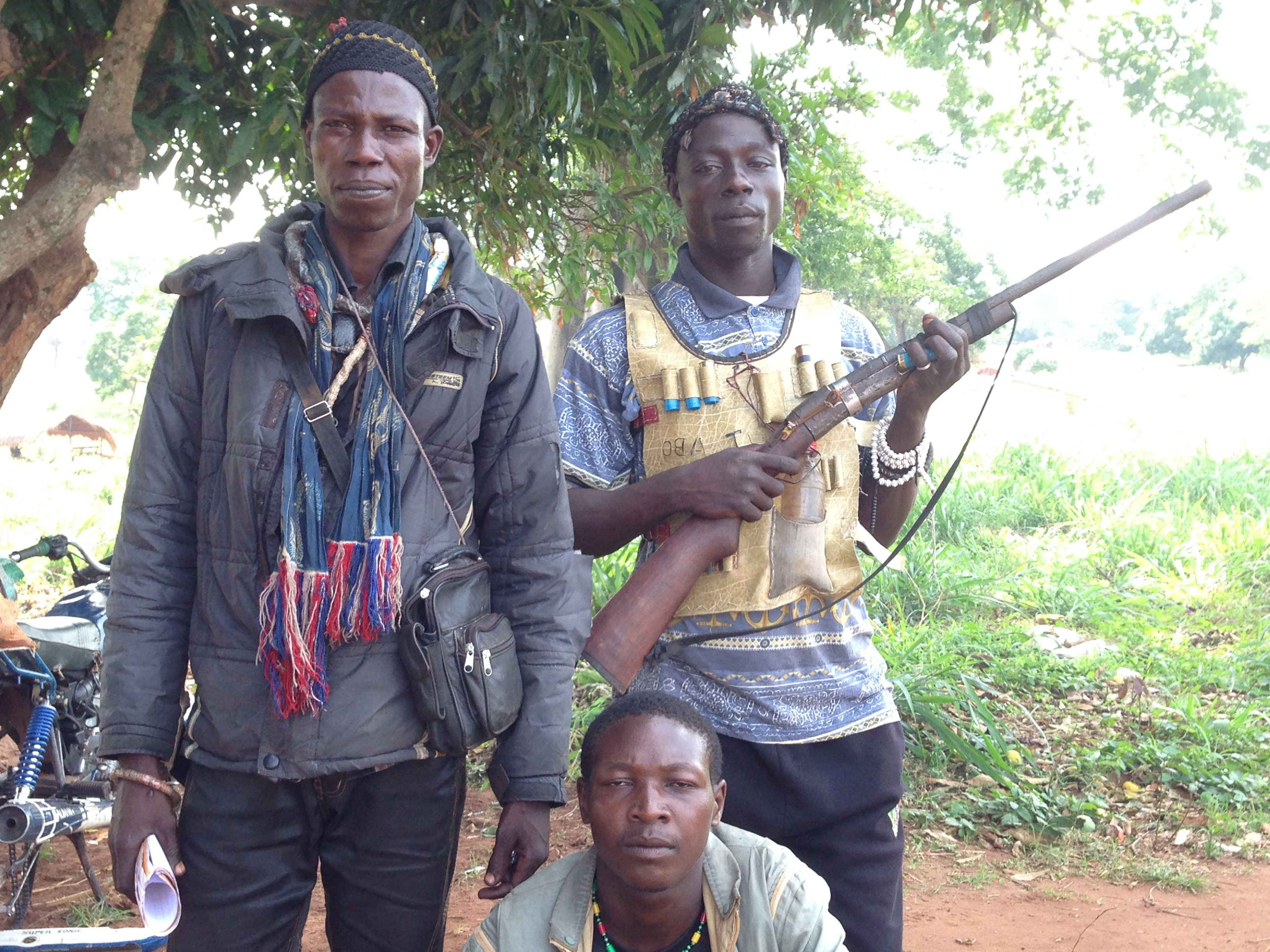
Kämpfer der Anti-Balaka in Gbaguili, ungefähr 340 km von Bangui, in der Zentralafrikanischen Republik, 1. April 2014

Als Anti-Balaka bezeichnet man bewaffnete Kräfte in der Zentralafrikanischen Republik, die Ende 2013 während des zentralafrikanischen Bürgerkrieges als eine Art „dörfliche Selbstverteidigung“ in Gegnerschaft zu den Kräften aus dem muslimisch dominierten Séléka-Milizenbündnis in Erscheinung getreten sind und größtenteils den christlichen ehemaligen Präsidenten François Bozizé unterstützten. Bereits 2009 hatten sie sich zur Selbstverteidigung gegen Wegelagerer und Banditen im Land organisiert. Die Anti-Balaka bestehen mittlerweile aus 60.000–70.000 Mann, die Hälfte davon sind in der Hauptstadt Bangui aktiv. Sie liefern sich tödliche Auseinandersetzungen mit den Kräften des ehemaligen Séléka-Bündnisses. Die Auseinandersetzungen von Anti-Balaka und Séléka werden im öffentlichen Diskurs in Bezug auf dominierende Religionen gedeutet (Anti-Balaka als christlich, Séléka als muslimisch dominiert).

## Geschichte
Das Milizen-Bündnis Séléka stammt aus dem Norden des Landes, wo die zentralafrikanische Republik an den Tschad und den Sudan grenzt und mehrheitlich muslimisch ist. Im März 2013 nahm es die Hauptstadt Bangui ein, woraufhin der Präsident François Bozizé floh. Einer der Anführer von Séléka, Michel Djotodia, erklärte sich zum Präsidenten und versuchte die Milizen aufzulösen. Viele der Rebellen verweigerten jedoch eine Entwaffnung, es kam zu schweren Plünderungen durch die nicht aufgelösten Milizen im Land. Daraufhin wurden im Land internationale Friedenstruppen gebildet, unter der Beteiligung der französischen Armee. Im Verlauf 2014 sollen auch deutsche Soldaten bei einer Mission zur Friedenssicherung eingesetzt werden. Bangui liegt im mehrheitlich christlichen Süden des Landes.
Ein Bericht von Februar 2014 schätzt, dass sich die Séléka wieder in Richtung Norden des Landes zurückziehen und unterwegs von Personen der Anti-Balaka angegriffen werden. Die rund 5000 Soldaten der Afrikanischen Union (MISCA) und die etwa 1600 französischen Soldaten konzentrieren sich auf die Hauptstadt.
Am 12. Februar 2014 gab Amnesty International die Einschätzung ab, dass die Anti-Balaka eine Art ethnische Säuberung gegen die muslimische Bevölkerung praktizieren.
Im September 2021 wurde Eugène Ngaïkosset, Anti-Balaka-Führer und ehemaliges Mitglied der Leibwache von Präsident François Bozizé, festgenommen. Eugène Ngaïkosset werden zahlreiche Verbrechen in der Zentralafrikanischen Republik vorgeworfen.

## Etymologie
Das Wort „Balaka“ bedeutet in der Sango-Sprache „Machete“, d. h. Anti-Balaka kann als Anti-Machete übersetzt werden. Eine andere Interpretation ist die Herleitung als „Anti-balles AK“ in Anlehnung an das Französische, was mit „Gegen die Kugeln aus einem AK“, in Anspielung auf das Sturmgewehr AK-47 übersetzt werden kann. In beiden Fällen geht es um den Glauben, gegen feindliche Waffen durch einen entsprechenden Zauber geschützt zu sein.

## Verhältnis zum Christentum
Wegen ihrer Unterstützung von Bozizé wird die Anti-Balaka oft als „christlich“ tituliert. Jedoch ist der Glaube, gegen Waffen gefeit zu sein, nicht mit der christlichen Lehre vereinbar und wird dem Einfluss des Animismus zugeschrieben, auch haben sich alle Kirchen von der Anti-Balaka distanziert. Bei den Kämpfen im Bangui sind auch christliche Pastoren von der Anti-Balaka getötet worden, als sie Muslime gegen deren Übergriffe schützen wollten.